# Things Will Be Different
Things Will Be Different és una pel·lícula de thriller de ciència-ficció estatunidenca del 2024 escrita i dirigida per Michael Felker en el seu debut com a director. És protagonitzada per Adam David Thompson i Riley Dandy com a lladres germà i germana que utilitzen els viatges en el temps per fugir dels seus crims. La pel·lícula es va estrenar al festival South by Southwest de 2024 l'11 de març de 2024 i es va estrenar el 4 d'octubre de 2024 per Magnet Releasing.

## Argument
Els germans separats Joseph i Sidney es reuneixen en un restaurant amb 7 milions de dòlars en efectiu després d'un robatori frustrat. Joseph ha fet plans perquè els dos s'estiguin en una masia remota que aparentment conté un armari amb la possibilitat de transportar els ocupants a una línia de temps alternativa si segueixen les instruccions d'un quadern.
A la masia, amb la policia setjant-los, Joseph i Sidney localitzen l'armari i segueixen les instruccions. El procés funciona i els dos surten de l'armari per trobar-se en una altra línia de temps, però troben una església propera i un molí fariner misteriosament tancats. El quadern els indica que esperin catorze dies abans de tornar a entrar a l'armari per tornar al present. Sidney espera de mala gana, expressant el seu desig de tornar al present per retrobar-se amb la seva filla petita, Steph. Més tard, mentre recorda la seva infància, Sidney recorda una cançó disco que la seva mare solia tocar.
El catorzè dia, Sidney troba l'armari barricat. Joseph descobreix el molí desbloquejat i troba un cos descompost al soterrani, juntament amb un avís que els informa que ara estan atrapats en una "visa" de la línia de temps i els convida a signar l'avís per complir.
Sidney intenta fugir, però es posa violentament malalt i es veu obligada a tornar. Sense cap altra opció, Joseph signa l'avís que fa que aparegui immediatament una caixa forta davant d'ells. Joseph desbloqueja la caixa forta i troba una gravadora que permet als dos gravar missatges i escoltar les respostes d'un desconegut.
El desconegut qüestiona les seves raons per ser-hi i afirma que té la intenció d'esborrar qualsevol rastre de la seva existència per protegir el delicat equilibri de les habilitats de la masia. Els informa que l'única manera d'escapar amb vida és quedar-se a la masia i matar un misteriós visitant que arribarà en un moment desconegut en el futur.
Joseph i Sidney vigilen la masia durant un any, esperant que arribi el visitant. Un dia arriba el visitant encaputxat i fereix Josep. El visitant utilitza un altaveu portàtil per reproduir la cançó de discoteca de la mare de Sidney, abans de ferir Sidney que es retira a la masia. Trobant de nou l'armari bloquejat, es torna a comunicar amb el desconegut a través de la gravadora que li avisa que no entri.
Josep es desperta i es troba dins de l'església amb el visitant. El visitant, incapaç de parlar, obliga a Joseph a parlar amb el desconegut a través de la gravadora i fingir que ha tingut èxit en matar el visitant. Volent una prova de la mort del visitant, Joseph li diu a l'estrany que va deixar el cos fora a causa del mal temps. El visitant revela per escrit a Joseph que estan buscant l'home que va matar la seva família.
Després d'obligar el visitant a fugir, Sidney desemmascara el visitant després d'un enfrontament violent i descobreix que el visitant és la seva filla Steph, ara adulta. Quan arriba Joseph, Sidney intenta protegir l'Steph. Joseph, però, accidentalment dispara i mata Sidney. Steph fuig per la porta de l'armari.
Joseph, ara sol, utilitza la gravadora per informar al desconegut que el visitant ha marxat. Joseph enterra Sidney abans de seguir les instruccions del desconegut per esperar dins del molí. Joseph és transportat aviat a un lloc desconegut, on es troba amb el desconegut de la gravadora, juntament amb una dona. Els dos li demanen a Joseph que recordi qualsevol informació sobre el visitant, però Joseph no pot fer-ho.
Els dos informen a Joseph que ell i Sidney no van seguir les seves instruccions i, com a resultat, esborraran tot rastre de la seva existència. Joseph demana que se'ls doni una última oportunitat per viatjar de tornada per salvar Sidney i rectificar els seus errors. L'home i la dona es posen d'acord i transporten en Joseph de nou al primer dia abans de trobar-se amb Sidney al restaurant, alhora que li aconsellen que haurà d'eliminar la seva pròpia còpia en aquesta línia de temps -anomenada "redundància" - per ocupar el seu lloc.
De tornada al restaurant des del principi, es revela que un Joseph visiblement envellit ha repetit el cicle dels esdeveniments de la pel·lícula nombroses vegades. Incapaç d'evitar que mati Sidney accidentalment, li diu a Sidney que l'única manera d'aturar el cicle és que ella el mati al restaurant, que deixi els diners i torni amb la seva filla. Sidney dispara a Joseph i fuig del restaurant quan s'escolten les sirenes de la policia aproximant-se

## Repartiment
- Adam David Thompson com a Joseph
- Riley Dandy com Sidney
- Chloe Skoczen com el visitant
- Justin Benson com a Vice Grip Left
- Sarah Bolger com a Vice Grip Right
- Jori Lynn Felker com a cambrera

## Producció
Va ser dirigit per Michael Felker, que també va escriure el guió. Segons Felker, es va inspirar, entre altres coses, en les pel·lícules Looper de Rian Johnson i Sang fàcil dels germans Coen. Adam David Thompson i Riley Dandy interpreten els germans Joseph i Sidney. Originalment, el rodatge s'havia de dur a terme a la granja familiar abandonada de Felker a Michigan, però les males condicions van obligar la producció a girar a la granja Mill District a Indiana un mes abans de la producció.
L'antic guitarrista de la banda estatunidenca de post-rock Tristeza Jimmy LaValle i el multiinstrumentista Michael A. Muller van contribuir amb la música de la pel·lícula.

## Estrena
Things Will Be Different es va estrenar l'11 de març de 2024, al festival South by Southwest a Austin, Texas. També es va projectar a l'Overlook Film Festival el 5 d'abril de 2024. Va rebre una estrena simultània a les plataformes de streaming i als cinemes el 4 d'octubre de 2024 per Magnet Releasing.

## Recepció

### Taquilla
Als Estats Units i Canadà, la pel·lícula va guanyar 3.988 dòlars en vint-i-tres sales el cap de setmana d'obertura.

### Resposta crítica
Al lloc web de l'agregador de ressenyes Rotten Tomatoes, el 81% de les 52 crítiques són positives, amb una valoració mitjana de 7,2/10. El consens del lloc web diu: "Una petita pel·lícula plena d'idees grans, Things Will Be Different provoca eficaçment el cervell mentre destrossa els nervis." Metacritic, que utilitza una mitjana ponderada, va assignar a la pel·lícula una puntuació de 62 sobre 100, basada en 5 crítics, indicant crítiques "generalment favorables".
Carlos Aguilar, escrivint per a Variety, descriu la pel·lícula com "un intent impressionant de combinar profunditat emocional amb intriga intel·lectual" a Things Will Be Different.